# Isogonale families
Isogonale families bestaan uit twee families van vlakke krommen waarbij elk lid van de ene familie elk lid van de andere familie onder een vaste hoek snijdt. Ze worden berekend aan de hand van differentiaalvergelijkingen. Indien de hoek 90° is spreekt men van orthogonale families.

## Vergelijking
In de praktijk wordt een familie vlakke krommen gegeven door een impliciete functie, dus in een gedaante:
{\displaystyle f(x,y,K)=0}
waarin {\displaystyle K} een willekeurige reële parameter is, zodat de familie oneindig veel leden bevat. Door in deze impliciete functie de afgeleide van {\displaystyle y} naar {\displaystyle x} te bepalen, en in deze uitdrukking een eventueel nog aanwezige {\displaystyle K} te elimineren aan de hand van de impliciete functie, vindt men een differentiaalvergelijking van de eerste orde. Deze kan dus geschreven worden in de vorm:
{\displaystyle y'=g(x,y)}
De meetkundige betekenis van de eerste afgeleide in het linkerlid is de richtingscoëfficiënt m van de raaklijn. Deze is tevens gelijk aan de tangens van de hoek tussen de raaklijn en de horizontale richting. Dus:
{\displaystyle y'=\tan(\theta )\quad \leftrightarrow \quad \theta =\arctan(y')}
Men kan nu alle raaklijnen over een hoek {\displaystyle \alpha } laten draaien door bij de hoek {\displaystyle \theta } de hoek {\displaystyle \alpha } op te tellen:
{\displaystyle \varphi =\theta +\alpha }
De tangens van deze hoek is dan de richtingscoëfficiënt van de nieuwe raaklijnen:
{\displaystyle \tan(\varphi )={\frac {\tan(\theta )+\tan(\alpha )}{1-\tan(\theta )\tan(\alpha )}}={\frac {y'+\tan(\alpha )}{1-y'\tan(\alpha )}}}
Echter, de {\displaystyle y'} in het rechterlid is gelijk aan de uitdrukking {\displaystyle g(x,y)} van de oorspronkelijke differentiaalvergelijking, en het linkerlid is de nieuwe afgeleide, want het is de tangens van de hoek van de nieuwe raaklijn. Deze kan terug als {\displaystyle y'} genoteerd worden, zodat:
{\displaystyle y'={\frac {g(x,y)+\tan(\alpha )}{1-g(x,y)\tan(\alpha )}}}
Deze differentiaalvergelijking heeft als oplossing oneindig veel vlakke krommen die de krommen van de eerste familie onder een vaste hoek {\displaystyle \alpha } snijden.
In het geval van een hoek van 45° wordt dit:
{\displaystyle y'={\frac {1+g(x,y)}{1-g(x,y)}}}

## Voorbeeld

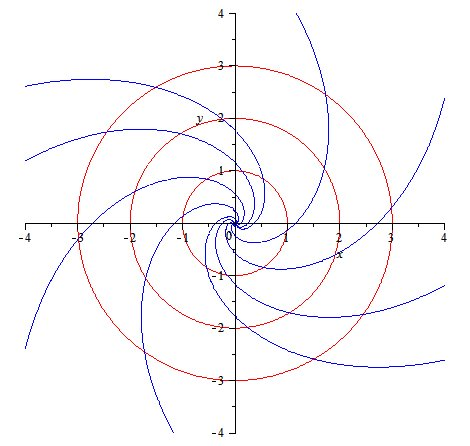
Twee isogonale families, die elkaar snijden onder een hoek van 45°.

Bepaal de isogonale familie voor 45° van de familie cirkels:
{\displaystyle x^{2}+y^{2}=K}
Door dit naar {\displaystyle x} te differentiëren, waarbij {\displaystyle y} als functie van {\displaystyle x} wordt beschouwd, krijgt men:
{\displaystyle y'=-x/y}
Dit is de differentiaalvergelijking waarvan bovenstaande familie cirkels de algemene oplossing is. De differentiaalvergelijking van de isogonale familie op 45° is dus:
{\displaystyle y'={\frac {1-x/y}{1+x/y}}={\frac {y-x}{y+x}}}
Dit is een homogene differentiaalvergelijking met als algemene oplossing:
{\displaystyle \ln(x^{2}+y^{2})+L=2\arctan(y/x)}
Deze tweede familie bestaat uit spiralen die elk van de cirkels van de eerste familie snijden onder een hoek van 45°. {\displaystyle L} is hier opnieuw een willekeurige constante.